# Château de Montmoyen
Le château de Montmoyen est situé à Montmoyen, dans le département de la Côte-d'Or, en France.

## Localisation
Le château est situé dans la partie est du chef-lieu.

## Architecture
Le bâtiment a été conçu dans un style classique. Situé au centre du village à côté d'une église néo-gothique avec de belles gargouilles, le château est composé d'un corps de logis et de deux ailes disposées en U. Derrière s'étend un vaste parc dont le dessin est attribué à André Le Nôtre.

## Historique
Fondé au XIIe siècle le château féodal est largement remanié au XVIIe siècle.
Le 5 octobre 1655 Antoine-Bernard Ier de Massol et son épouse Catherine Coquet font l'acquisition pour 72000 livres des terres et seigneuries de Montmoyen, Hierce et Grandbois auprès d'Antoine Coquet leur père. Montmoyen fut vendu en 1801 à M. Mairetet de Minot par les enfants d'Antoine Marguerite de Massol.
Occupé par des colonies de vacances dès 1956, il est propriété de l'État algérien à partir de 1962. Laissé à l'abandon en 1970, il est racheté en 1989 par François et Élisabeth Hamy qui entreprennent de le restaurer,.
Le château, la terrasse et sa niche en rocaille, le colombier, la fontaine au sanglier et la grille d'entrée sont inscrits à l'inventaire des monuments historiques depuis 1990.

## Mobilier
Privé. Ne se visite pas.

## Annexe